# St. Martin (Kella)

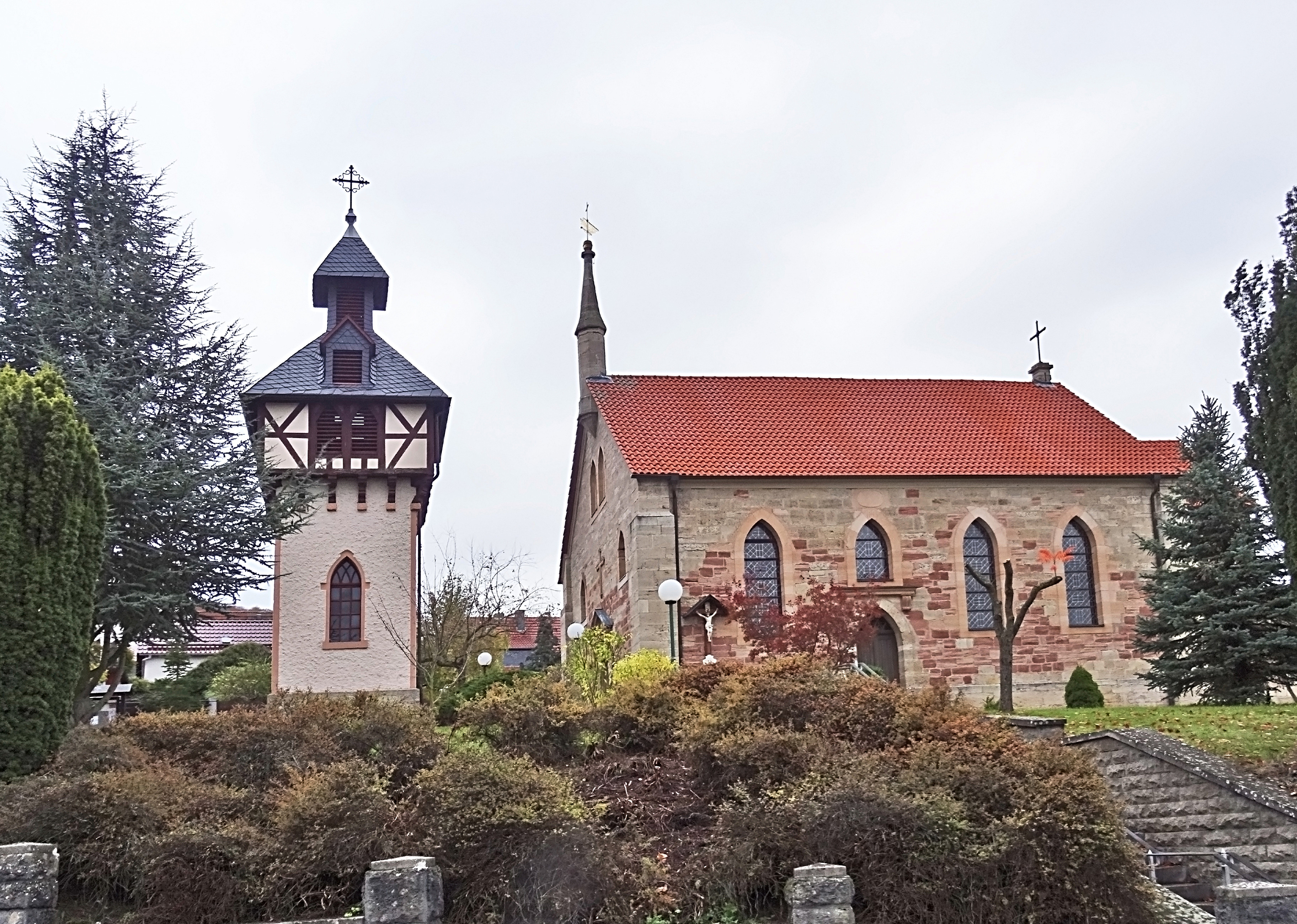
St. Martin

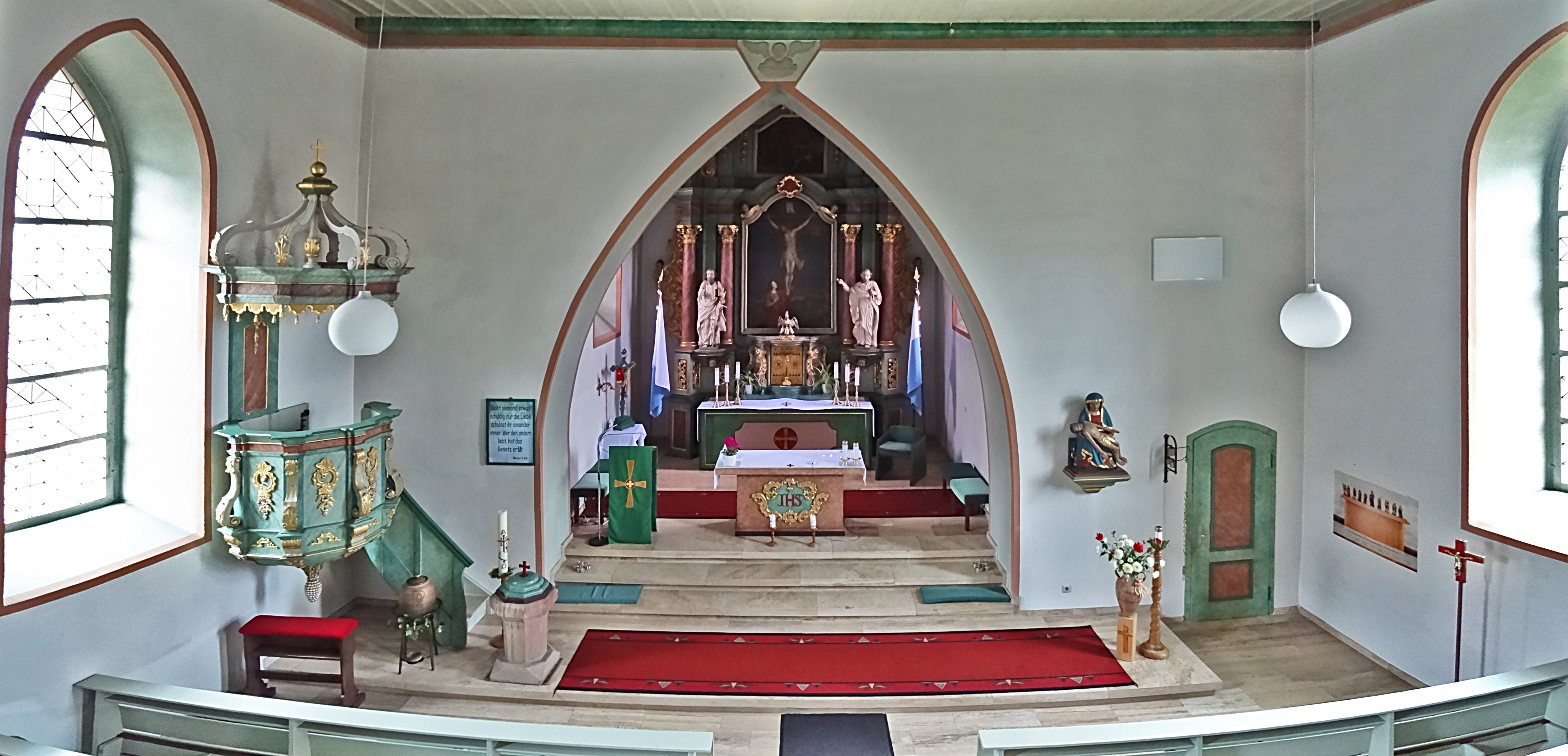
Innenansicht

Die römisch-katholische Filialkirche St. Martin steht in Kella im thüringischen Landkreis Eichsfeld. Sie ist Filialkirche der Pfarrei St. Ursula Geismar im Dekanat Dingelstädt des Bistums Erfurt. Sie trägt das Patrozinium des heiligen Martin von Tours.

## Geschichte
Die heutige Kirche wurde am 2. Oktober 1854 durch Weihbischof Josef Freusberg geweiht. Belegt ist, dass ein Vorgängerbau seit mindestens 1582 existierte. 1909 wurde ein neuer ebenerdiger, offener Glockenstuhl errichtet. Drei neue Glocken wurden im Jahr des 150-jährigen Kirchweihjubiläums am 11. Juli 2004 geweiht.

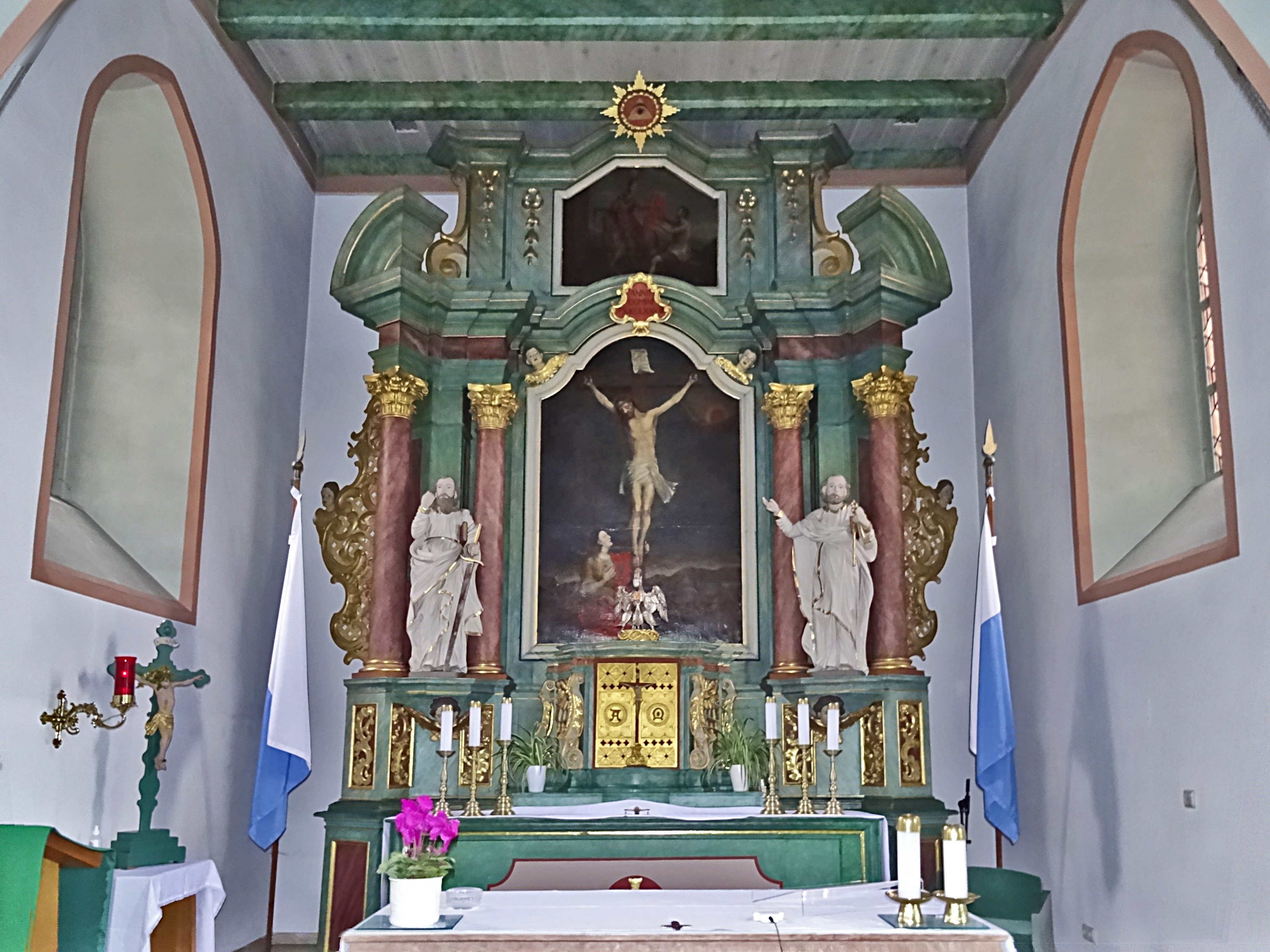
Der barocke Hochaltar

## Ausstattung
Der barocke Hochaltar wurde 1778 geschaffen. Das Altarbild zeigt den Gekreuzigten über der Stadt Jerusalem und Maria Magdalena. Flankiert wird das Bild von den Statuen des heiligen Petrus und des heiligen Paulus und darüber ein Bild der Mantelteilung des heiligen Martin. Gekrönt wird der Altar von einem Auge im Dreieck mit Strahlenkranz.
Das Deckengemälde wurde 1960 von Joseph Richwien geschaffen. Es zeigt Christkönig umgeben von den vier Evangelisten und die Umschrift: „Christus siegt im Frieden, Christus regiert in Gerechtigkeit, Christus gebietet in Liebe“.
Des Weiteren gibt es eine Maria-mit-Kind-Statue, eine Josefstatue und eine Pieta.

## Orgel

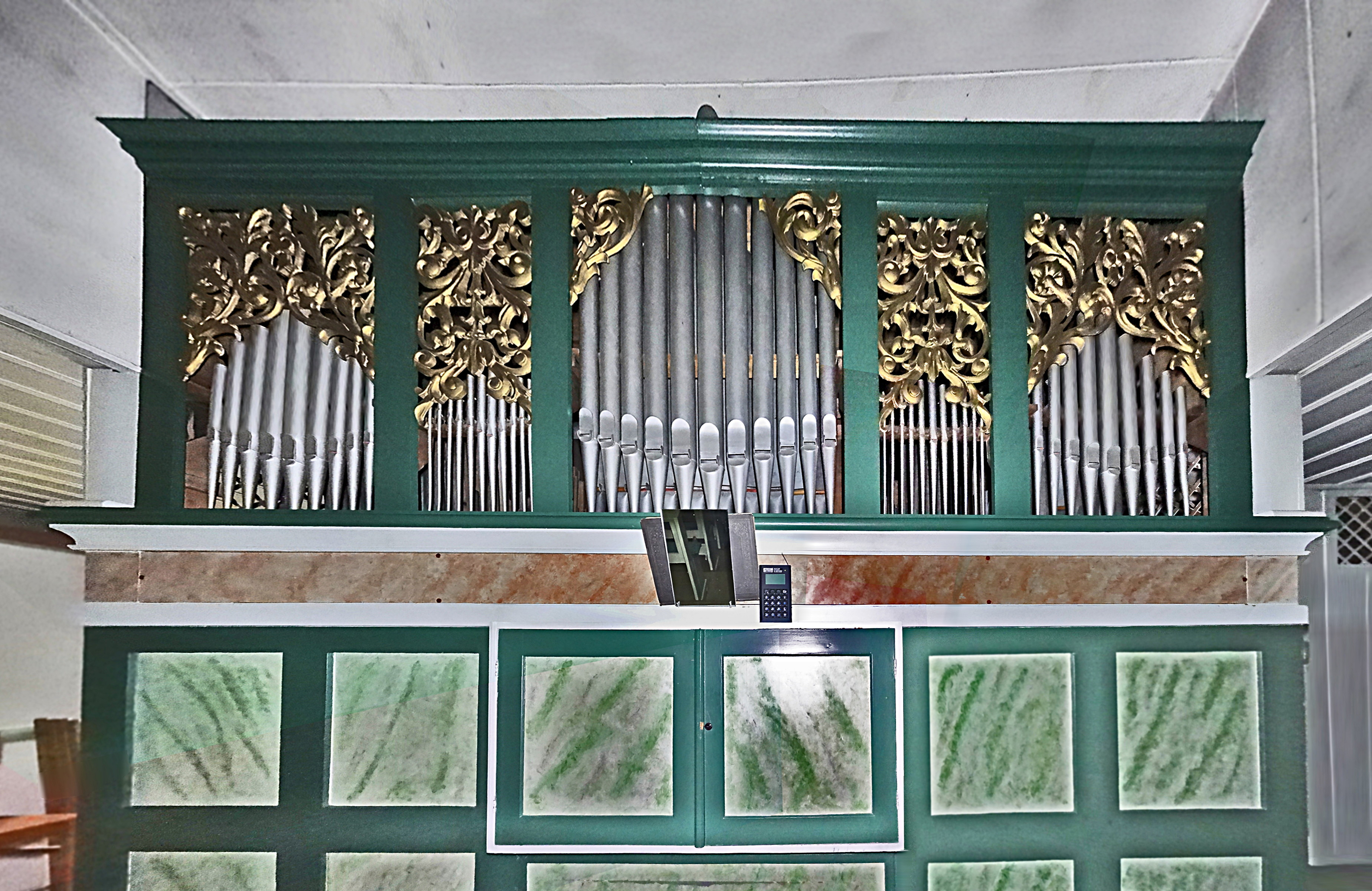
Die Orgel

Die Orgel wurde Ende des 19. Jahrhunderts von Louis Krell gebaut. 1956 erfolgte eine Umdisponierung durch Wiegand Helfenbein. Das Instrument hat 9 Register verteilt auf zwei Manuale und Pedal. Register- und Tontraktur sind mechanisch.

## Glocken
| Nr. | Name           | Gussjahr | Masse (kg) | Ton | Inschrift                                                 |
| --- | -------------- | -------- | ---------- | --- | --------------------------------------------------------- |
| 1   | Marienglocke   | 2004     | 95         | A   | „Ich bin die Magd des Herrn“                              |
| 2   | Michaelsglocke | 2004     | 320        |     | „Wer ist wie Gott“                                        |
| 3   | Martinsglocke  | 2004     | 620        |     | „Im Nächsten, Gott begegnen“, „Sankt Martin Kella – 2004“ |